# 诺拉·默克
诺拉·默克（挪威語：Nora Mørk，1991年4月5日—），挪威女子手球运动员。她曾代表挪威国家队参加2016年和2020年夏季奥林匹克运动会手球比赛，两届比赛均获得铜牌。